# Lambergstjärnet
Lambergstjärnet är en sjö i Karlstads kommun i Värmland och ingår i Göta älvs huvudavrinningsområde. Sjön har en area på 0,118 kvadratkilometer och ligger 44,3 meter över havet.

## Delavrinningsområde
Lambergstjärnet ingår i det delavrinningsområde (658573-137041) som SMHI kallar för Rinner till Vänern - Hammarösjön. Medelhöjden är 47 meter över havet och ytan är 3,24 kvadratkilometer. Det finns inga avrinningsområden uppströms utan avrinningsområdet är högsta punkten. Avrinningsområdets utflöde Göta älv (Röa) mynnar i havet. Avrinningsområdet har 0,17 kvadratkilometer vattenytor vilket ger det en sjöprocent på 5,3 procent. Bebyggelsen i området täcker en yta av 2,74 kvadratkilometer eller 84 procent av avrinningsområdet.